# ジョン・ウィリアムス (ギタリスト)
- ジョン・ウィリアムズ

ジョン・クリストファー・ウィリアムス（John Christopher Williams、1941年4月24日 - ）は、オーストラリア出身のクラシック・ギター奏者。アメリカの高名な作曲家であるジョン・ウィリアムズは同姓同名の別人であり、注意を要する。

## 来歴
メルボルンで生まれ、その後、ギタリストである父の出身地イギリスに移住した。小さい頃から教えられたギターをロンドンの王立音楽大学や、夏の間はイタリア・シエーナのキジアーナ音楽院でアンドレス・セゴビアに学んだ。イギリス在住。
アンドレス・セゴビアに賞賛されてデビューし、武満徹作曲の「オーストラリアから」をロンドン・シンフォニエッタとともに演奏しCDを発売、またフュージョン・グループ「スカイ」で演奏するなど、ポップス系の音楽活動も行ってきた。商業的な意味では、現在、世界的に最も成功しているクラシック・ギタリストである。中国の女性ギタリスト、スーフェイ・ヤンに自身が所有するスモールマン・ギターを貸与するなど、後進の援助にも取り組んでいる。

## 姓の日本語表記について
「Williams」は「ウィリアムズ」と表記するのが一般的だが、専属契約先であるソニー・クラシカルでは、すべてのCDで姓の表記を「ウィリアムス」としている。

## ディスコグラフィ
- 『ロドリーゴ：アランフェス協奏曲　他』（2000年11月1日、SRCR-2608）

### ソロ
- 映画『ディア・ハンター』（1978年、アメリカ）のテーマ曲「カヴァティーナ」（Cavatina）の演奏が有名。

### スカイ
- 『スカイ』 - Sky (1979年) ※旧邦題『プラネット･モザイク』
- 『スカイ2』 - Sky 2 (1980年)
- 『スカイ3』 - Sky 3 (1981年)
- 『スカイ4』 - Sky 4: Forthcoming (1982年)
- 『スカイ"5"ライヴ』 - Sky Five Live (1983年)
- 『スカイ6 カドミウム』 - Cadmium (1983年)

### その他
- 『月とカマキリ〜ギター・デュオ曲集』 (SRCR1676)　ジョン・ウィリアムス&ティモシー・ケイン